# Souleymane Cissé (football, 2000)
Pour les articles homonymes, voir Souleymane Cissé (football).
Souleymane Cissé, né le 8 mai 2000 à Tambacounda (Sénégal), est un footballeur sénégalais qui joue au poste d' attaquant de pointe au ASC Jaraaf.

## Biographie
Souleymane Cissé est un footballeur sénégalais qui joue au poste d'attaquant. Il est né et grandi à Tambacounda où il commence sa carrière de footballeur avec des équipes de la région du nom de Tamba FC et Coton Sport. Par la suite, détecté par le manager de l'ASCE La Linguère à l'occurrence Amara Traoré, Souleymane Cissé rejoint la ville de de Saint-Louis en 2018 pour poursuivre sa progression. En 2019, il remporte la coupe du Sénégal de football catégorie cadet avec l'ASCE La Linguère en marquant quatre buts lors de la finale. L'année suivante, Souleymane Cissé est promu en équipe première. Après quatre années passées avec le club de la ville de Saint-Louis, Souleymane Cissé rejoint la capitale sénégalaise où il s'engage avec ASC Jaraaf pour la saison 2024. Pour sa première saison avec le club le plus titré du championnat sénégalais de football, Souleymane Cissé termine meilleur buteur de la ligue 1 avec 10 réalisations.

## Palmarès
ASC Jaraaf
- Championnat du Sénégal
  - Champion : 2025
- Coupe du Sénégal de football
  - Finaliste : 2025

 ASCE La Linguère
- Coupe du Sénégal de football cadets
  - Vainqueur en 2019

### Distinctions individuelles
- Meilleur buteur de la Ligue 1 2024

- Équipe Type Championnat du Sénégal de football 2024